# Tejas (альбом)
Tejas (исп. Техас) — пятый студийный альбом американской рок-группы ZZ Top, вышедший в 1977 году на лейбле London Records.
Поступил в продажу 9 февраля 1977 года, однако по каталогу London Records датируется 1976 годом; в 1987 году альбом был ремикширован для выпуска на компакт-диске и выпущен в том же году.
До 2013 года песни «It’s Only Love», «Arrested for Driving While Blind», «El Diablo», «Enjoy and Get It On», «She’s a Heartbreaker» и «Asleep in the Desert» в оригинальной записи можно было услышать на сборнике Chrome, Smoke & BBQ и лишь в 2013 году вышла оригинальная запись в высоком цифровом разрешении[уточнить], которая вошла в состав релиза The Complete Studio Albums (1970—1990).

## Об альбоме
Поздним мартом 1976 года группа сняла складское помещение, и принялась готовить материал для нового альбома, с идеей «рассказать людям о Техасе». В течение трёх месяцев они «производили какой-то шум, в основном собранный из набросков, которые появились в ходе гастролей». Результатом работы стали четыре почти готовые композиции, и группа отправилась на привычную Ardent Studio в Мемфисе, для продолжения работы. В Мемфисе было записано по крайней мере половина треков, во время кратких наездов в студию, в небольших перерывах в графике гастрольного турне группы.
Tejas — наиболее отличающийся от предыдущих альбомов группы, и наиболее разнообразный по стилистике материала.
Это смелое расширение музыкальных границ группы может только разочаровать и обескуражить некоторых из тех фанов ZZ Top, кто возможно был бы более счастлив, если группа выбрала бы простой путь разрабатывать безопасную, быстро приносящую богатство шаблонную жилу.   
Оригинальный текст (англ.)This fairly bold expansion of the groups musical boundaries may only disappoint and confuse some of those Top fanatics who might’ve been happier if the band had chosen the easy route-digging itself into a secure, get-richer-quick, formulaic ditch.

Журнал Rolling Stone отметил, что:
«С Tejas ZZ Top продвинулись немного вперёд от своего бесшабашного буги к более сложному звуку… Что происходит? Конечно же, это не откровенный разрыв с корнями, которые до сих пор в творчестве Джон Ли Хукера, Би Би Кинга и Альберта Коллинза, наряду с роковыми интерпретаторами, такими как Джонни Винтер и Стив Миллер раннего периода. Но ZZ Top экспериментируют, и это приносит плоды».
Журнал Billboard отозвался: «ZZ Top за годы напряжённой работы не потеряли ни грамма своей энергии и уверенности, и надёжно стоят на корнях своей мощной музыки, которая лишь намекает [в этом альбоме] своим непритязательным вокалом на такую приятную непринуждённую техасскую глубинку».
Марк Приндл отметил, что: «Нет ни единого шанса что вы сможете определить эту песню („Asleep in the Desert“) как ZZ Top. То же самое с „She’s a Heartbreaker“, привязчивым роком, претендующим на звание самой колхозной кантри-вестерн песни со времён „Dead Flowers“. И то же самое со „Snappy Kakkie“, вздорной непредсказуемости, которая звучит в достаточно степени жёстко, чтобы быть от одетой в кожу метал-группы (со странным чувством ритма). И да, вы сможете понять, что остальные песни — это ZZ Top, но только лишь из-за пузырящегося кипящего вокала».
В отношении музыки отмечается, что часть песен сделана в стиле кантри-рока; это же и подтверждает Билли Гиббонс: «Мы схалтурили немного кантри-песен. В то время это работало». В других песнях кое-что заимствовано в диско. В декабре 1976 года журнал Circus отмечал, что «Ещё пару месяцев назад Гиббонс считал, что диско — это куча унылого мусора. Но после многомесячной бомбардировки радиостанциями, помешанными на диско, он наконец увидел какой-то потенциал нового стиля, особенно после того, как услышал какой бриллиант сделали The Rolling Stones из своего хита „Hot Stuff“». И вновь Гиббонс это подтверждает: «Я сыграл это, и мы попытались добавить туда немного грува».
В творчестве группы в этом альбоме в немалой степени отразились работы The Rolling Stones, и не только в части экспериментов с диско, но и с кантри-роком. «Мы многое почерпнули от наших героев, The Rolling Stones, которые в то время ходили на цыпочках вокруг кантри-рока».
Отмечаются также эксперименты группы со звуком (в частности, гитары) и исполнением (отмечается улучшившаяся игра на барабанах Фрэнка Бирда):
Ещё одно отличие в стиле звука состоит в том, что ZZ Top используют много чистой (т.е. без дисторшна) гитары, которая демонстрирует тот же уровень разнообразия и соединившегося влияния [других исполнителей], что у них было на Tres Hombres. Ритм-гитары так же раздваиваются в стерео, но они чище и отрывистей. Аккомпанемент местами состоит из жутковатых вибрирующих тонов духовых инструментов, изумительной педальной слайд-гитары, губной гармоники и даже вполне уместного аккордеона (!). И возможно самое интересное (если у вас есть такие личных предпочтения) это то, что Фрэнк Бирд пробует все виды причудливых новых ритмов, выразительные барабанные проходы чаще, чем незатейливое «бум-чика-бум» в котором он признанный мировой талант. 
Оригинальный текст (англ.)In yet another departuring shift of style-tone, ZZ Top is using a lot of clean (ie non-distorted) guitar tones while showing the same level of diversity and confluencing influences as they had on Tres Hombres. The rhythm guitars are still doubled in stereo, but they’re cleaner and plicky-pluckier. The core instrumentation is enhanced by moments of creepy quivering windtones, gorgeous pedal steel, harmonica and even a goodtime accordion (!). And perhaps most interestingly of all, depending on what interests you personally, is that Frank Beard is trying out all sorts of weird new jittery, nervous-type drum lines rather than the straightforward boom-chicka-boom for which he is world renowned.   

Мистер Гиббонс экспериментирует здесь с кучей тонов и обертонов, доводя до совершенства формулу техасского рока ZZ Top и выдавая больше отполированных ироничных граней, чем обычно. Чуть больше сложных ритмических структур, ещё больше гиперболизации в вокальных интонациях и намёки на разнообразие здесь и там.     
Оригинальный текст (англ.)Mr. Gibbons experimentates with lots of tones and overtones on here, and further perfectionizes ZZ Top’s Texan rock formula, giving it more of that slick, tongue-in-cheek edge than usual. Slightly more complex rhythmic structures, more and more exaggeration in vocal intonations, and a whiff of diveristy over here and over there.

Гиббонс демонстрирует потрясающую широту в умении обращаться с гитарой, от слайд-гитары, до арена-рока, от мощных энергичных риффов «El Diablo» до изысканных джазовых теней в закрывающем инструментале «Asleep in the Desert».   
Оригинальный текст (англ.)Gibbons displays an impressive breadth of skills on lead guitar, from slide to arena rock, from the powerhouse riffs of «El Diablo» to the subtle jazz shadings on the closing instrumental «Asleep in the Desert».

Тем не менее, высказывается мнение, что в альбоме нет настоящих хитов, но при этом нет и неудачных песен. Также альбом определяют как «отличный альбом, чтобы начать слушать далёкие от изысканности радиохиты группы, когда вы решили повернуть к ним от синтетического Eliminator».

## Список композиций
Все песни написаны Гиббонсом, Хиллом и Бирдом, если не указано иное.
- «It’s Only Love» — 4:22

«It’s Only Love» (рус. Это просто любовь). «Поп-рок в духе The Rolling Stones», «смесь любовной песни и рока». Текст песни — типичная любовная лирика.
- «Arrested for Driving While Blind» — 3:09

«Arrested for Driving While Blind» (рус. Арестован за вождение будучи в стельку). Название песни почти повторяет слова полицейского протокола «Arrested for Driving While Drunk», где «to be Blind» на сленге означает «быть в стельку, в усмерть, в дрова». В тексте иносказательно упоминается несколько марок виски: бурбон Wild Turkey («ты укушен дикой индейкой», Wild Turkey в переводе «индейка»), шотландский виски Johnnie Walker («не бери с собой пешехода», Walker в переводе «пешеход»), Jack Daniel’s («ведь у тебя есть „Jack Black“» — «Чёрный Джек», разговорное название виски из-за его чёрной этикетки). Песня собственно про пьянство за рулём, «один из ключевых моментов техасского стиля жизни, в котором группа неплохо поднаторела». Музыкально «выразительный пульсирующий 12-тактовый рок», «кондовый блюз-рок, лучше чем когда-либо» Утверждается, что название песни и её основу придумал некто Курт Линхоф, друг Гиббонса, и по его словам Гиббонс однажды выплатил Линхофу 500 долларов.
- «El Diablo» — 4:22

«El Diablo» (исп. Дьявол). Эту песню многие отмечают в альбоме, как одну из самых удачных «По крайней мере на Tejas есть «El Diablo», безусловно лучшая песня в альбоме, которая оказалось одним из наиболее творческих достижений группы». «Зловещий блюзовый запил с бросающими в дрожь эффектами звука». «Песня удивительно мрачная и зловещая для такой группы, как ZZ Top».
Обозреватель журнала Rolling Stone начал обзор альбома с этой песни, как с характерной по звучанию группы во всём альбоме.
«El Diablo» открывается простым блюзовым риффом, который можно было бы услышать на старых записях Лайтнина Хопкинса или Роберта Джонсона. После двух вокальных куплетов, короткое, но насыщенное гитарное соло Билли Гиббонса звучит больше как Джон Маклафлин, чем Хопкинс. Игра Фрэнка Бирда на сдвоенной ударной установке, навеянная Кобэмом, набирает ход, опережая лаконичные басовые ноты Дасти Хилла. Это новый материал ZZ Top, и его нельзя было предсказать, основываясь на первых четырёх альбомах группы.      
Оригинальный текст (англ.)«El Diablo» opens with a simple blues riff that could have come from an old Lightnin’ Hopkins or Robert Johnson record. After two quick vocal choruses, Billy Gibbons’ terse guitar break sounds inspired more by John McLaughlin than Hopkins. Frank Beard’s Cobham-inspired double-bass drumming moves beneath Dusty Hill’s laconic bass notes. This is new stuff for ZZ, and not predicted by the group’s first four albums.

В песне речь идёт о некоем мексиканце по прозвищу «Дьявол», который нажил себе состояние (и вместе с этим проблемы) преступным путём, и закончил свою жизнь на виселице.
- «Snappy Kakkie» — 2:59

«Snappy Kakkie» (рус. Чёткая девчонка, секси-крошка и т.п.). Точный перевод названия маловозможен, Билли Гиббонс говорит, что: «Это ещё одно слово, чтобы назвать „дырку“…но с любовью к женщине, ну как имя девушки. Такой, маленькой, по-детски выглядящей девочки, которую зовут Снэппи Какки… Это происходит в реально красивом месте, типа на острове [имеется в виду очевидно Куба]. И парень подъезжает к своей подружке, которую зовут Снэппи Какки. Он пытается её убедить уехать с острова, где правительство так мало о них заботится». Песня основана на реальной истории, когда все трое членов группы были на пляже и встретили там такую пару, которая уже добралась до Техаса, и они рассказали им свою ужасающую историю. «Так что это ода к ним». Музыкально Фрэнк Бирд определил стиль песни как диско-регги.
- «Enjoy and Get It On» — 3:23

«Enjoy and Get It On» (рус. Наслаждайся и возбуждайся) В песне речь идёт от лица мужчины, который едет домой и предвкушает встречу со своей женщиной, задавая ей вопрос, действительно ли она наслаждается с ним. По определению Марка Приндла, «рокабилли а-ля Джонни Кэш». По другому определению песня — это один из лучших примеров «Абсолютно Пьяного Блюза».
- «Ten Dollar Man» — 3:42

«Ten Dollar Man» (рус. Мужик за десять долларов). «Стандартное лабанье ZZ Top», «…дразнящие гитарные хрипы и скрипы на „Ten Dollar Man“ точно вас заведут, если только у вас нет хронической аллергии на Техас, техасский рок, Билли Гиббонса, длинные бороды, блюз, блюз-рок, энергичные трио, мачизм, сексизм, кактусы, нефтяные скважины, ковбойские шляпы или Коллегию выборщиков». Текст песни полон сленга (так, во фразе «Mister Ten Dollar Man with that gold in your hand», «gold» — это отнюдь не золото, а марихуана) и двусмысленностей (например фраза «With your peaches and your pream» содержит явные параллели со сленговым «peaches and cream» (в переводе куннилингус), но с заменой слова «cream» на «pream» (в сленге преждевременная эякуляция от «pre-» + «cream»). Он обращён от автора к некому Мистеру «Десять долларов», занимающемуся неприглядными вещами, и которому уже пора скрываться за границей (очевидно, что в Мексике).
- «Pan Am Highway Blues» — 3:15

«Pan Am Highway Blues» (рус. Блюз Панамериканского шоссе). В песне речь идёт от имени героя песни, колесящего по Панамериканскому шоссе, автодороге от Аляски до Аргентины и вспоминающего о своей девушке, с которой он должен встретиться в Сан-Сальвадоре и решить, как им быть дальше, поедет ли она с ним. «Ну а если она не захочет, то я всё равно поеду». Музыкально песня «южный рок с восхитительными соло на педальной стил-гитаре», «кондовый блюз-рок», «с неоднократной сменой темпа».
- «Avalon Hideaway» — 3:07

«Avalon Hideaway» (рус. Кабачок «Авалон»). В песне речь идёт о кабачке, игорном доме под названием «Авалон», в техасской глубинке на местной дороге FM92, соединяющей Тайлер и Хардин. Песня, после песен «La Grange» и «Balinese» продолжает ностальгическую «сагу» о злачных местах Техаса.
По словам Билли Гиббонса:
Это маленький старый клуб. Не сказал бы, что это курорт. Это звучит слишком высококлассно, потому что это местечко настоящий притон. У них там есть игра [в карты], девки…О, это дикое место, у чёрта на куличках.         
Оригинальный текст (англ.)It’s a little ol’ spot we know about… I don’t want to say resort. That sounds too high-class, because this place is a real dump. It had gamblin’, gals. Oh, it was a wild place, out in the sticks.

Марк Приндл отозвался о песне как «лениво шаркающая скука».
- «She’s a Heartbreaker» — 3:02

«She’s a Heartbreaker» (рус. Она — сердцеедка). Эта песня была написана в ходе гастролей группы по Техасу и в ней наиболее выражено влияние кантри. «Удивительно заразное реднековое кантри-вестерн», однако с хард-роковым соло. В песне была записана даже скрипка. Гиббонс по этому поводу сказал:
Меня послали бы там [в техасской глубинке] на хрен, если бы я не взял её с собой и не научился на ней играть… У меня была электрическая скрипка — старый Рикенбейкер 1941 года выпуска…и мы решили его задействовать в песне.
Оригинальный текст (англ.)I’ll be damned if I didn’t get in there and learn how to play the fiddle… I had an ol’ Rickenbacker electric fiddle that was made back in 1941…so we decided to use it on the tune.

Текст песни, который журнал Rolling Stone назвал «ужасающе слабым», повествует о некоей семнадцатилетней блондинке-сердцеедке.
- «Asleep in the Desert» (Гиббонс) — 3:24

«Asleep in the Desert» (рус. Усопший в пустыне). Один из немногих инструменталов за всю историю группы ZZ Top, очень сильно отличающийся от всего, что группа делала. Журнал Rolling Stone отметил, что «„Asleep in the Desert“ звучит так, как будто это саундтрек одного из фильмов с Клинтом Иствудом», что подтверждает и Билли Гиббонс: «Это разновидность спагетти-вестерн». Трек описывается как «романтический меланхоличный инструментал с испанской гитарой», «мистический медленный испанский инструментал». Билли Гиббонс отметил, что наряду с «She’s a Heartbreaker» инструментал действительно немного сумасшедший кусочек кантри, и этот кусочек далёк от нормального творчества ZZ Top, но группа получила от него удовольствие. Гиббонс также сказал, что у них не было подходящей акустической гитары, и он сыграл эту композицию на гитаре со струнами Martin, изготовленными из кишок животного, которая лежала в студии. По словам гитариста, этот инструмент скорее всего оставил в студии Вилли Нельсон.
Как и многие другие композиции в творчестве группы, «Asleep in the Desert» основана на реальных впечатлениях. Однажды Гиббонс со своей подругой на пол-дороги от Лос-Анджелеса остался без бензина посреди техасской пустыни. Это там, по словам Гиббонса, где местные старики говорят «Если вы потерялись, не беспокойтесь. У вас будет большая компания. Грифы навестят вас днём, койоты придут ночью, а красные муравьи будут в вашей компании постоянно». Гиббонс с подругой взяли спальные мешки, и, углубившись в пустыню, переночевали там. Однако композиция не столько об этом, сколько о таких же ночующих в пустыне нелегальных мексиканских иммигрантах.

## Участники записи
- Билли Гиббонс — гитара, вокал, губная гармоника, скрипка
- Дасти Хилл — бас-гитара, бэк-вокал, вокал на «Ten Dollar Man», совокал на «It’s Only Love», «Pan Am Highway Blues» и «Avalon Hideaway»
- Фрэнк Бирд — ударные, перкуссия

Технический состав:
- Билл Хэм — продюсер
- Терри Мэннинг — звукооператор
- Лэрри Никс — мастеринг-инженер[англ.]
- Билл Хэм — концепция обложки
- Билл Нарум — оформление обложки
- Lee and Lesser — фотография

## Позиции в хит-парадах и сертификации
| Год  | Чарт                           | Высшая позиция | Пребывание в чарте |
| ---- | ------------------------------ | -------------- | ------------------ |
| 1977 | Австралия (Kent Music Report)  | 72             | нет данных         |
| 1977 | Канада (RPM Albums Chart)      | 3              | 40 недель          |
| 1977 | США (Billboard Top LPs & Tape) | 17             | 24 недели          |
| 1977 | Швеция (Topplistan)            | 21             | 4 недели           |
| 1977 | Япония (Oricon)                | 42             | нет данных         |

| Хит-парад (1977)      | Позиция |
| --------------------- | ------- |
| Канада (RPM Year-End) | 22      |

| Регион                                                      | Сертификация | Продажи  |
| ----------------------------------------------------------- | ------------ | -------- |
| США (RIAA)                                                  | Золотой      | 500 000^ |
| ^ Данные о тиражах приведены только на основе сертификации. |              |          |